# 車両運行管理システム
車両運行管理システム（しゃりょううんこうかんりシステム。略称MOCS(Mobile Operation Control Systems)）とは、光ビーコンが車両に搭載した光車載器からの情報を感知して交通管制センターに送信されるシステムである。「車両通行管理システム」とも称す。

## 用途等
ビーコンと車載器を組み合わせる事により、自動車車両の通過時刻や走行位置等の状況が把握出来るシステムである。ビーコンの設置は各都道府県の警察本部により行われている。これによりバスの運行管理や車内表示による案内、医療機関に於ける救急車の通過地点の把握等に使用されている。

## 採用例

### 日本
- 京阪バスの枚方高槻線（高槻営業所管内の路線の内、国道170号線の大塚町北交差点と沢良木町交差点までの区間）に於いて採用（大阪府警察本部/高槻警察署/大阪府等の協力によるもの）。
- 千葉ニュータウン区域の一部の道路
千葉ニュータウン地区での道路ではこのMOCSと「現場急行支援システム」(FAST)とを組み合わせた「救急搬送支援システム」(M-MOCS)での採用となっている。
- 北海道札幌市の一部道路
公共車両優先システム(PTPS)と併せても導入された[1]。